# Championnats du monde de marathon (canoë-kayak) 1988
Navigation
Championnats du monde de marathon 1990
Les 1ers championnats du monde de marathon en canoë-kayak de 1988 se sont tenus à Nottingham en Angleterre, sous l'égide de la Fédération internationale de canoë.
La course a une distance de 42 kilomètres.

## Podiums

### K1
| Rang               | Athlète          | Pays      | Temps             |
| ------------------ | ---------------- | --------- | ----------------- |
| Médaille d'or      | John Jacoby      | Australie | 3 h 38 min 16 s 0 |
| Médaille d'argent  | Stefan Gustafson | Suède     | 3 h 38 min 18 s 1 |
| Médaille de bronze | Erik Onnekes     | Pays-Bas  | 3 h 38 min 19 s 1 |

| Rang               | Athlète       | Pays      | Temps             |
| ------------------ | ------------- | --------- | ----------------- |
| Médaille d'or      | Jane Hall     | Australie | 4 h 06 min 43 s 0 |
| Médaille d'argent  | Anna Polgar   | Hongrie   | 4 h 08 min 15 s 5 |
| Médaille de bronze | Beata Lewicka | Pologne   | 4 h 10 min 51 s 2 |

### K2
| Rang               | Athlète                    | Pays        | Temps             |
| ------------------ | -------------------------- | ----------- | ----------------- |
| Médaille d'or      | Thor Nielsen Lars Koch     | Danemark    | 3 h 19 min 31 s 3 |
| Médaille d'argent  | Ivan Lawler Graham Burns   | Royaume-Uni | 3 h 23 min 18 s 1 |
| Médaille de bronze | Robert Edgar Chris Barnett | Australie   | 3 h 23 min 28 s 2 |

| Rang               | Athlète                         | Pays      | Temps             |
| ------------------ | ------------------------------- | --------- | ----------------- |
| Médaille d'or      | Gayle Mayes Denise Cooper       | Australie | 3 h 48 min 10 s 0 |
| Médaille d'argent  | Katalin Lakatos Erika Janosi    | Hongrie   | 3 h 51 min 59 s 5 |
| Médaille de bronze | Miroslava Switalska Renata Oles | Pologne   | 3 h 52 min 30 s 2 |

### C1
| Rang               | Athlète          | Pays     | Temps             |
| ------------------ | ---------------- | -------- | ----------------- |
| Médaille d'or      | Pal Petervari    | Hongrie  | 4 h 16 min 14 s 5 |
| Médaille d'argent  | Gabor Kolozsvari | Hongrie  | 4 h 19 min 53 s 2 |
| Médaille de bronze | Stig Jepsen      | Danemark | 4 h 30 min 53 s 2 |

### C2
| Rang               | Athlète                             | Pays        | Temps             |
| ------------------ | ----------------------------------- | ----------- | ----------------- |
| Médaille d'or      | Steven Train Andrew Train           | Royaume-Uni | 3 h 46 min 21 s 5 |
| Médaille d'argent  | Arne Nielsson Christian Frederiksen | Danemark    | 3 h 48 min 21 s 5 |
| Médaille de bronze | Andrzej Kaminski Krzysztof Glowacki | Pologne     | 3 h 49 min 57 s 3 |

## Tableau des médailles
| Rang  | Nation      | Or | Argent | Bronze | Total |
| ----- | ----------- | -- | ------ | ------ | ----- |
| 1     | Australie   | 3  | 0      | 1      | 4     |
| 2     | Hongrie     | 1  | 3      | 0      | 4     |
| 3     | Danemark    | 1  | 1      | 1      | 3     |
| 4     | Royaume-Uni | 1  | 1      | 0      | 2     |
| 5     | Suède       | 0  | 1      | 0      | 1     |
| 6     | Pologne     | 0  | 0      | 3      | 3     |
| 7     | Pays-Bas    | 0  | 0      | 1      | 1     |
| Total | Total       | 6  | 6      | 6      | 18    |